# Оскар (2-га церемонія вручення)
2-га церемонія вручення премії «Оскар» відбулась 3 квітня 1930 року на бенкеті в нічному клубі «Коконат Гроув», що знаходився в готелі «Амбасадор» в Лос-Анджелесі (штат Каліфорнія), звідки велася пряма трансляція по радіо. Номінувалися фільми, випущені між 1 серпня 1928 рокуі 31 липня 1929 року.
Відбулося багато змін в порівнянні з першою церемонією. У цьому році точно відомі лише переможці. Номінанти офіційно не вказувалися, і ті, що представлені тут — це лише припущення на основі звітів членів академії. Кількість номінацій скоротилося з дванадцяти до семи. Цей рік — єдиний за всю історію церемонії, коли жоден фільм не отримав більше однієї нагороди. Фільм «Патріот» був єдиним німим фільмом серед претендентів на звання «Видатний фільм» і водночас останнім німим фільмом, номінований в цій категорії. Мері Пікфорд стала першою іноземною актрисою, яка виграла статуетку (вона народилася в Торонто).
Для оптимізації періодів номінації та строків проведення церемонії було прийнято рішення про проведення 5 листопада 1930 року 3-ї церемонії. В результаті 1930 рік став єдиним роком, коли було проведено 2 церемонії нагородження.
Фільми, номіновані в цьому році, були найслабкішими в історії американського кіно, вони відображають хаос переходу від німих до звукових фільмів.

## Галерея
| The theatrical poster of a movie. It focuses on two people. The man is wearing an aviator suit and the woman is wearing a blue jacket and red gloves. |
| «Бродвейська мелодія» — кінострічка, яка виграла номінацію "Видатний фільм"                                                                           |

| A stamp of an man holding a cigarette. Near him an Academy Award, a woman and some white capital letters are visible. |
| Френк Ллойд, найкращий режисер                                                                                        |

|                                 |
| Ворнер Бакстер, найкращий актор |

| The sepia-toned image of a smiling female. She is wearing a light-colored blouse. |
| Мері Пікфорд, найкраща актриса                                                    |

## Переможці та номінанти
Номінанти в цьому році офіційно не оголошувалися. Зазначені нижче — лише припущення, засноване на записах суддів. Цей рік — єдиний за всю історію церемонії, коли жоден фільм не отримав більше однієї нагороди.
Тут наведено список кінокартин, які отримали декілька номінацій:

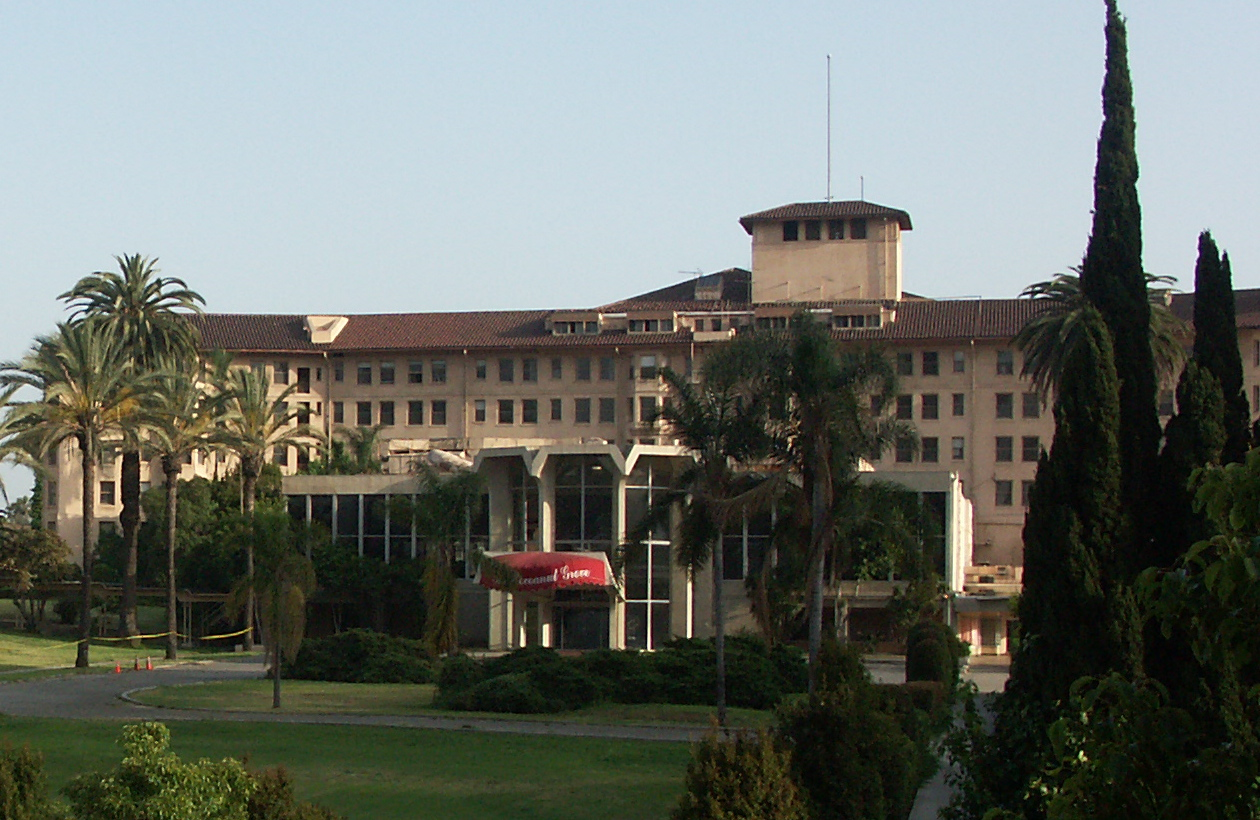
Готель «Амбасадор», у якому відбулася 2-га церемонія вручення премії «Оскар», 3 квітня 1930 року

| Кількість номінацій | Фільм                        |
| ------------------- | ---------------------------- |
| 5                   | У старій Аризоні             |
| 5                   | Патріот                      |
| 4                   | Бродвейська мелодія          |
| 2                   | Алібі                        |
| 2                   | Божественна леді             |
| 2                   | Голлівудське рев'ю 1929 року |
| 2                   | Мадам Ікс                    |
| 2                   | Хоробрий                     |
| 2                   | Наші танцюючі дочки          |

Переможці виділені окремим кольором.
| Категорії                              | Лауреати і номінанти                                                                                      |
| -------------------------------------- | --- |
| Видатний фільм                         | «Бродвейська мелодія» / The Broadway Melody — Ірвінг Тальберг та Лоуренс Вайнгартен (Metro-Goldwyn-Mayer) |
| Видатний фільм                         | «Алібі» / Alibi — Роланд Вест (United Artists)                                                            |
| Видатний фільм                         | «У старій Аризоні» / In Old Arizona — Вінфілд Шихан (Fox Film)                                            |
| Видатний фільм                         | «Голлівудське рев'ю 1929 року» / Hollywood Revue — Ірвінг Тальберг і Гаррі Рапф (Metro-Goldwyn-Mayer)     |
| Видатний фільм                         | «Патріот» / The Patriot — Ернст Любіч (Paramount Pictures)                                                |
| Найкраща режисерська робота            | Френк Ллойд — «Божественна леді» / The Divine Lady                                                        |
| Найкраща режисерська робота            | Лайонел Беррімор — «Мадам Ікс» / Madame X                                                                 |
| Найкраща режисерська робота            | Гаррі Бомонт — «Бродвейська мелодія» / The Broadway Melody                                                |
| Найкраща режисерська робота            | Ірвінг Каммінгс — «У старій Аризоні» / In Old Arizona                                                     |
| Найкраща режисерська робота            | Френк Ллойд— «Стомлена річка» / Weary River                                                               |
| Найкраща режисерська робота            | Френк Ллойд— «Тягар» / Drag                                                                               |
| Найкраща режисерська робота            | Ернст Любіч — «Патріот» / The Patriot                                                                     |
| Найкраща чоловіча роль                 | Ворнер Бакстер — за роль у фільмі «У старій Аризоні» / In Old Arizona                                     |
| Найкраща чоловіча роль                 | Джордж Бенкрофт — за роль у фільмі «Громобій» / Thunderbolt                                               |
| Найкраща чоловіча роль                 | Честер Морріс — за роль у фільмі «Алібі» / Alibi                                                          |
| Найкраща чоловіча роль                 | Пол Муні — за роль у фільмі «Хоробрий» / The Valiant                                                      |
| Найкраща чоловіча роль                 | Льюїс Стоун — за роль у фільмі «Патріот» / The Patriot                                                    |
| Найкраща жіноча роль                   | Мері Пікфорд — за роль у фільмі «Кокетка» / Coquette                                                      |
| Найкраща жіноча роль                   | Рут Чаттертон — за роль у фільмі «Мадам Ікс» / Madame X                                                   |
| Найкраща жіноча роль                   | Бетті Компсон — за роль у фільмі «Зазивало» / The Barker                                                  |
| Найкраща жіноча роль                   | Джин Іглс — за роль у фільмі «Лист» / The Letter                                                          |
| Найкраща жіноча роль                   | Корінна Гріффіт — за роль у фільмі «Божественна леді» / The Divine Lady                                   |
| Найкраща жіноча роль                   | Бессі Лав — за роль у фільмі «Бродвейська мелодія» / The Broadway Melody                                  |
| Найкращий адаптований сценарій         | Ганнс Кралі — «Патріот» / The Patriot                                                                     |
| Найкращий адаптований сценарій         | Ганнс Кралі — «Кінець місіс Чейні» / The Last of Mrs. Cheyney                                             |
| Найкращий адаптований сценарій         | Том Беррі — «У старій Аризоні» / In Old Arizona                                                           |
| Найкращий адаптований сценарій         | Том Беррі — «Хоробрий» / The Valiant                                                                      |
| Найкращий адаптований сценарій         | Елліот Клосон — «Морський піхотинець» / The Leatherneck                                                   |
| Найкращий адаптований сценарій         | Елліот Клосон — «Сел з Сінгапуру» / Sal of Singapore                                                      |
| Найкращий адаптований сценарій         | Елліот Клосон — «Хмарочос» / Skyscraper                                                                   |
| Найкращий адаптований сценарій         | Елліот Клосон — «Поліцейський» / The Cop                                                                  |
| Найкращий адаптований сценарій         | Джозефіна Ловетт — «Наші танцюючі дочки» / Our Dancing Daughters                                          |
| Найкращий адаптований сценарій         | Бесс Мередіт — «Жіноче диво» / Wonder of Women                                                            |
| Найкращий адаптований сценарій         | Бесс Мередіт — «Жіночі справи» / A Woman of Affairs                                                       |
| Найкраща операторська робота           | Клайд Де Вінна — «Білі тіні південних морів» / White Shadows in the South Seas                            |
| Найкраща операторська робота           | Джордж Барнс — «Наші танцюючі дочки» / Our Dancing Daughters                                              |
| Найкраща операторська робота           | Артур Ідісон — «У старій Аризоні» / In Old Arizona                                                        |
| Найкраща операторська робота           | Ернест Палмер — «Чотири дияволи» / Four Devils                                                            |
| Найкраща операторська робота           | Ернест Палмер — «Вуличний ангел» / Street Angel                                                           |
| Найкраща операторська робота           | Джон Ф. Сайц — «Божественна леді» / The Divine Lady                                                       |
| Найкраща робота художника-постановника | Седрік Гіббонс — «Міст короля Людовика Святого» / The Bridge of San Luis Rey                              |
| Найкраща робота художника-постановника | Ганс Дрейер — «Патріот» / The Patriot                                                                     |
| Найкраща робота художника-постановника | Мітчелл Лейзен — «Динаміт» / Dynamite                                                                     |
| Найкраща робота художника-постановника | Вільям Кемерон Мензіес — «Алібі» / Alibi                                                                  |
| Найкраща робота художника-постановника | Вільям Кемерон Мензіес — «Пробудження» / The Awakening                                                    |
| Найкраща робота художника-постановника | Гаррі Олівер — «Вуличний ангел» / Street Angel                                                            |